# Wilhelm Happ
Wilhelm Happ (* 4. Mai 1886 in Dorsten; † 3. Januar 1958 in Bad Godesberg) war ein deutscher Verwaltungsbeamter und Verbandspräsident des Siedlungsverbands Ruhrkohlenbezirk.

## Leben
Nach dem Besuch des Humanistischen Gymnasiums Dorsten studierte Wilhelm Happ Rechtswissenschaften in Freiburg und Münster. Nach seiner Zeit als Gerichtsreferendar und Gerichtsassessor in Köln leistete er vom 5. Mai 1915 bis zum 31. Oktober 1918 Kriegsdienst. Er begann zunächst wieder als Gerichtsassessor und wurde im Dezember 1920 mit der kommissarischen Verwaltung des Landratsamtes Schlochau in der Grenzmark Posen-Westpreußen beauftragt, wo er das Amt kurze Zeit später definitiv besetzte. Im Dezember 1922 wurde er Oberpräsidialrat beim Oberpräsidium der Grenzmark Posen-Westpreußen in Schneidemühl, im Jahre 1925 wurde er hier Vizepräsident. Im Mai 1926 übernahm er das Amt des Präsidenten des Ruhrkohlenbezirks. Nachdem Happ im Juli 1930 Regierungspräsident in Breslau geworden war, kam die Versetzung in den Einstweiligen Ruhestand zum 8. März 1933. Grundlage hierfür war § 6 des Gesetzes zur Wiederherstellung des Berufsbeamtentums. Zum 1. Dezember 1937 wurde er Justitiar des bischöflichen Ordinariats und stand später im Kontakt mit Personen des Widerstands.
Nach dem Kriege war er ab dem 1. November 1946 als Überleitungskommissar für kommunale Angelegenheiten bei der Präsidialregierung Rheinland-Hessen-Nassau und wurde zum 1. Januar 1947 mit der Wahrnehmung der Geschäfte des Ministerialdirektors im Innenministerium des Landes Rheinland-Pfalz beauftragt. In dieser Funktion war er Vertreter des Innenministers. Happ ging zum 31. März 1951 in den Ruhestand. Dabei hatte er im Jahr zuvor in einem Wiedergutmachungsverfahren erreicht, dass die Zeit seines Zwangsruhestandes als ruhegehaltsfähig zu berücksichtigen ist. Er war Mitglied des Zentrums.
Seit 1905 war er Mitglied der katholischen Studentenverbindung AV Zollern Münster.